# Collisione aerea di Tripoli
La collisione aerea di Tripoli avvenne il 22 dicembre 1992 nei pressi dell'aeroporto di Tripoli, ai danni di un volo passeggeri nazionale da Tripoli a Benina, in Libia, operato da un Boeing 727-200, e di un Mikoyan-Gurevich MiG-23 dell'Aeronautica Libica. Tutti i 157 a bordo del 727 persero la vita, i due a bordo dell'aereo militare si eiettarono poco prima della collisione e si salvarono.

## Gli aerei
I velivoli coinvolti nella collisione furono due.
Uno era un Boeing 727-200, marche 5A-DIA, numero di serie 21050, numero di linea 1108. Volò per la prima volta il 7 febbraio 1975 e venne consegnato a Libyan Arab Airlines qualche giorno dopo, il 19 febbraio. Era spinto da 3 motori turboventola Pratt & Whitney JT8D-15. Al momento dell'incidente, l'aereo aveva quasi 18 anni.
L'altro era un Mikoyan-Gurevich MiG-23 della Al-Quwwat al-Jawwiyya al-Libiyya, con codice di registrazione sconosciuto.

## L'incidente
Il 22 dicembre 1992, il volo 1103 decollò dall'aeroporto internazionale di Benina, vicino a Bengasi, diretto verso l'aeroporto internazionale di Tripoli. Alle 08:05, ormai alla fine del viaggio, gli venne ordinato di entrare in un circuito di attesa e di aspettare lì tre minuti per permettere il passaggio di un velivolo militare (un MiG-23). Ad un'altitudine di 3 500 piedi (1 100 m), il MiG si scontrò con la coda del Boeing 727, che si separò dal resto della fusoliera. Il jet di linea entrò in una discesa incontrollata e si schiantò, provocando la morte di tutti i 157 presenti a bordo. I due membri dell'equipaggio del MiG-23 si eiettarono prima dell'impatto e si salvarono.

## Le indagini
Sia la spiegazione ufficiale che il rapporto dell'indagine sull'incidente indicarono una collisione con un MiG-23 dell'Aeronautica libica; il pilota e l'istruttore del MiG furono incarcerati.
Dopo l'incidente, un portavoce dell'autorità civile libica dichiarò che gli era stato proibito di rilasciare qualsiasi informazione sull'incidente, incluse quelle sugli aerei coinvolti. Fu preparata una fossa comune per le vittime al di fuori di Tripoli, poiché le cattive relazioni internazionali negarono il ritorno dei corpi delle vittime non libiche alle loro famiglie.
Venti anni dopo, dopo la caduta di Muammar Gheddafi, Abdel Majid Tayari, l'istruttore presente sul MiG-23, sfidò la versione ufficiale degli eventi, sostenendo che il volo 1103 fu deliberatamente distrutto, poiché vide cadere la coda prima che il suo velivolo subisse un forte impatto (dall'onda d'urto dell'esplosione che distrusse il Boeing 727 o dai detriti provenienti dallo stesso) e fu costretto ad eiettarsi dal suo aereo insieme al suo apprendista. In una dichiarazione, Majid Tayari affermò che non vi fu alcuna collisione in volo, ma ammise che gli aerei erano troppo vicini l'uno all'altro.
Ali Aujali, che prestò servizio come diplomatico libico sia sotto Gheddafi che sotto il Consiglio nazionale di transizione, affermò che Gheddafi ordinò che il Boeing 727, al cui volo era stato assegnato il numero 1103, venisse abbattuto esattamente quattro anni dopo l'attentato del volo Pan Am 103 al fine di dimostrare gli effetti negativi delle sanzioni internazionali imposte alla Libia. Secondo Aujali, il dittatore aveva inizialmente ordinato di posizionare una bomba con un timer nell'aereo, ma quando questa non esplose, "ordinò che [l'aereo] fosse abbattuto". La vedova di una vittima britannica affermò che le famiglie libiche delle vittime le avevano chiesto se avesse testato i passaporti del marito per i residui esplosivi. Numerose teorie seguono l'idea che Gheddafi abbia avuto un ruolo nello schianto, sostenendo che sfruttò l'incidente usandolo come propaganda contro le sanzioni imposte dopo l'attentato del volo Pan Am 103.

## Il memoriale
Il primo memoriale in ricordo delle vittime dell'incidente venne eretto vicino a Tripoli, in Libia, nel 2012. Alla cerimonia parteciparono famiglie, amici delle vittime e politici.